# بيرت جونستون (سياسي)
بيرت جونستون (بالإنجليزية: Bertie Johnston)‏ هو سياسي أسترالي، ولد في 11 يناير 1880 في جيرالدتون في أستراليا، وتوفي في 6 سبتمبر 1942 في أستراليا بسبب غرق. حزبياً، نشط في حزب العمال الأسترالي. وقد انتخب عضو الجمعية التشريعية لأستراليا الغربية وانتخب عضو مجلس الشيوخ الأسترالي ‏ عن دائرة أستراليا الغربية (1 يوليو 1929 – 6 سبتمبر 1942).